# Bocconia gracilis
Bocconia gracilis är en vallmoväxtart som beskrevs av Hutchinson. Bocconia gracilis ingår i släktet Bocconia och familjen vallmoväxter. Inga underarter finns listade i Catalogue of Life.